# Украјина на Европском првенству у атлетици у дворани 2013.
Украјина је учествовала на 32. Европском првенству у дворани 2013 одржаном у Гетеборгу, Шведска, од 28. фебруара до 3. марта. Ово је било десето европско првенство у дворани од 1994. године од када Украјина учествује самостално под овим именом. Репрезентацију Украјине представљало је 34 спортиста (17 мушкараца и 17 жена) који су се такмичили у 20 дисциплина (10 мушких и 10 женских).
На овом првенству Украјина је била четврта по броју освојених медаља са 4 медаље од којих су 3 златне и 1 бронзана. Све медаље се освојене у женској конкуренцији у којој је Украјина заузела 2. место. У табели успешности према броју и пласману такмичара који су учествовали у финалним такмичењима (првих 8 такмичара) Украјина је са 12 финалиста заузела 6. место са 55 бодова, од 27 земаља које су имале представнике у финалу. Укупно је учествовало 47 земаља.
Поред освојених медаља спортисти Украјине остварили су следеће: оборен 1 национални и 11 личних рекорда, остварена су 1 најбољи светски, европски резултат сезоне и 7 најбоља лична резултата сезоне.

## Учесници
| Мушкарци: - Виталиј Бутрим — 400 м - Володимир Бураков — 400 м - Тарас Бибик — 800 м - Олександар Борисјук — 1.500 м - Володимир Куц — 1.500 м - Иван Стрепков — 3.000 м - Сергеј Копанајко — 60 м препоне - Олексеј Касјанов — 60 м препоне, Скок удаљ - Дмитро Демјањук — Скок увис - Јуриј Кримаренко — Скок увис - Виталиј Самојлњенко — Скок увис - Ivan Yeryomin — Скок мотком - Александар Корчмид — Скок мотком - Виктор Кузњецов — Троскок - Виктор Јастребов — Троскок - Јевген Семјененко — Троскок - Андриј Семенов — Бацање кугле | Жене - Марија Рјемјењ — 60 м - Наталија Погребњак — 60 м - Олга Земљак — 400 м, 4 х 400 м - Наталија Лупу — 800 м - Олга Љахова — 800 м - Хана Платицина — 60 м препоне - Yuliya Krasnoshchok — 4 х 400 м - Олга Бибик — 4 х 400 м - Kseniya Karandyuk — 4 х 400 м - Олена Холоша — Скок увис - Ирина Херашченко — Скок увис - Kateryna Tabashnyk — Скок увис - Анастасија Мокњук — Скок удаљ - Олга Саладуха — Троскок - Ruslana Tsyhotska — Троскок - Halyna Obleshchuk — Бацање кугле - Алина Фјодорова — Петобој |  |

## Освајачи медаља (4)

### Злато (3)
- Марија Рјемјењ — 60 м
- Наталија Лупу — 800 м
- Олга Саладуха — Троскок

### Бронза (1)
- Хана Мељниченко — Петобој

## Резултати

### Мушкарци
| Атлетичар           | Дисциплина   | Лични рекорд | Квалификације     | Квалификације     | Полуфинале            | Полуфинале           | Финале               | Финале               | Детаљи |
| Атлетичар           | Дисциплина   | Лични рекорд | Резултат          | Место             | Резултат              | Место                | Резултат             | Место                | Детаљи |
| ------------------- | ------------ | ------------ | ----------------- | ----------------- | --------------------- | -------------------- | -------------------- | -------------------- | ------ |
| Виталиј Бутрим      | 400 м        | 46,85        | 46,97 КВ          | 2. у гр. 1        | 47,01                 | 4. у гр. 2           | Није се квалификовао | 7 /21 (23)           |        |
| Володимир Бураков   | 400 м        | 46,70        | 47,16 КВ          | 2. у гр. 3        | 47,03 КВ              | 3. у гр. 1           | 46,79                | 4 /21 (23)           |        |
| Тарас Бибик         | 800 м        | 1:48,93      | 1:50,81 КВ        | 2. у гр. 4        | 1:49,92 КВ            | 2. у гр. 2           | 1:50,38              | 5 /26 (28)           |        |
| Олександар Борисјук | 1.500 м      | 3:39,72      | 3:41,87 кв        | 5. у гр. 1        |                       |                      | 3:42,15              | 9 / 24               |        |
| Володимир Куц       | 1.500 м      | 3:43,80      | 3:50,65           | 8. у гр. 2        | Није се квалификовао  | 23 / 24              |                      |                      |        |
| Иван Стрепков       | 3.000 м      | 8:04,80      | 8:04,23 ЛР        | 9. у гр. 1        | Није се квалификовао  | 18 / 20 (22)         |                      |                      |        |
| Сергеј Копанајко    | 60 м препоне | 7,86         | 7,82 ЛР           | 5. у гр. 1        | Није се квалификовао  | Није се квалификовао | Није се квалификовао | 18 / 27              |        |
| Олексеј Касјанов    | 60 м препоне | 7,85         | Није завршио трку | Није завршио трку | Није се квалификовао  | Није се квалификовао | Није се квалификовао | Није се квалификовао |        |
| Дмитро Демјањук     | Скок увис    | 2,32         | 2,23 кв           | 4. у гр. Б        |                       |                      | 2,21                 | 8 / 26 (27)          |        |
| Јуриј Кримаренко    | Скок увис    | 2,33         | 2,23              | 5. у гр. А        | Нису се квалификовали | =11 / 26 (27)        |                      |                      |        |
| Виталиј Самојлњенко | Скок увис    | 2,34         | 2,23              | 7. у гр. Б        | Нису се квалификовали | =11 / 26 (27)        |                      |                      |        |
| Ivan Yeryomin       | Скок мотком  | 5,55         | 5,60 ЛР           | 4. у гр. Б        | Нису се квалификовали | 10 / 23 (25)         |                      |                      |        |
| Александар Корчмид  | Скок мотком  | 5,80         | 5,40 =ЛРС         | 9. у гр. А        | Нису се квалификовали | 17 / 23 (25)         |                      |                      |        |
| Олексеј Касјанов    | Скок удаљ    | 8,04         | 7,55              | 8. у гр. А        | Нису се квалификовали | 19 / 25              |                      |                      |        |
| Виктор Кузњецов     | Троскок      | 16,92        | 16,68 кв          | 5.                | 17,02 ЛР              | 4 / 21 (22)          |                      |                      |        |
| Виктор Јастребов    | Троскок      | 17,25        | 16,37             | 15.               | Нису се квалификовали | 15 / 21 (22)         |                      |                      |        |
| Јевген Семјененко   | Троскок      | 16,96        | 16,20             | 18.               | Нису се квалификовали | 18 / 21 (22)         |                      |                      |        |
| Андриј Семенов      | Бацање кугле | 20,62        | 19,53             | 14.               | Нису се квалификовали | 14 / 21 (22)         |                      |                      |        |

### Жене
| Атлетичарка         | Дисциплина   | Лични рекорд | Квалификације      | Квалификације | Полуфинале            | Полуфинале            | Финале                | Финале       | Детаљи |
| Атлетичарка         | Дисциплина   | Лични рекорд | Резултат           | Место         | Резултат              | Место                 | Резултат              | Место        | Детаљи |
| ------------------- | ------------ | ------------ | ------------------ | ------------- | --------------------- | --------------------- | --------------------- | ------------ | ------ |
| Марија Рјемјењ      | 60 м         | 7,12         | 7,12 КВ, =ЕРС, =ЛР | 1. у гр. 3    | 7,10 КВ, ЛР           | 1. у гр. 1            | 7,10 =ЛР              |              |        |
| Наталија Погребњак  | 60 м         | 7,31         | 7,30 КВ, ЛР        | 4. у гр. 2    | 7,31                  | 5. у гр. 2            | Није се квалификовала | 10 / 23 (24) |        |
| Олга Земљак         | 400 м        | 52,67        | 53,26 ЛРС          | 4. у гр 2     | Није се квалификовала | Није се квалификовала | Није се квалификовала | 12 / 20      |        |
| Наталија Лупу       | 800 м        | 1:59,67      | 2:02,55 КВ, ЛРС    | 2. у гр 1     | 2:03,26 КВ            | 2. у гр 2             | 2:00,26 ЛРС           |              |        |
| Олга Љахова         | 800 м        | 2:02,25      | 2:04,12 КВ         | 2. у гр. 3    | 2:01,32 КВ, ЛР        | 3. у гр. 1            | 2:02,12               | 5 / 13 (16)  |        |
| Хана Платицина      | 60 м препоне | 8,19         | 8,20 кв            | 1. у гр. 3    | 8,16 ЛР               | 8. у гр. 2            | Није се квалификовала | 15 / 23 (24) |        |
| Yuliya Krasnoshchok | 4 х 400 м    | 3:30,43 НР   |                    |               |                       |                       | 3:34,61               | 5 / 6        |        |
| Олга Бибик          | 4 х 400 м    | 3:30,43 НР   |                    |               |                       |                       | 3:34,61               | 5 / 6        |        |
| Kseniya Karandyuk   | 4 х 400 м    | 3:30,43 НР   |                    |               |                       |                       | 3:34,61               | 5 / 6        |        |
| Олга Земљак²        | 4 х 400 м    | 3:30,43 НР   |                    |               |                       |                       | 3:34,61               | 5 / 6        |        |
| Олена Холоша        | Скок увис    | 1,95         | 1,89               | 10            |                       |                       | Нису се квалификовале | 10 / 19      |        |
| Ирина Херашченко    | Скок увис    | 1,92         | 1,85               | 16.           | 13 /19                |                       | Нису се квалификовале |              |        |
| Kateryna Tabashnyk  | Скок увис    | 1,90         | 1,80               | =18.          | =18 / 19              |                       | Нису се квалификовале |              |        |
| Анастасија Мокњук   | Скок удаљ    | 6,62         | 6,52 кв            | 7.            | 6,46                  | 8 / 19                |                       |              |        |
| Олга Саладуха       | Троскок      | 14,79 НР     | 14,47              | 1.            | 14,88 СРС НР          |                       |                       |              |        |
| Ruslana Tsyhotska   | Троскок      | 14,00        | 13,10              | 18.           | Нису се квалификовале | 18 / 19 (21)          |                       |              |        |
| Halyna Obleshchuk   | Бацање кугле | 18,02        | 16,81              | 13.           | Нису се квалификовале | 13 / 16               |                       |              |        |

#### Петобој
| Дисциплина   | Хана Мељниченко | Хана Мељниченко | Хана Мељниченко | Хана Мељниченко | Хана Мељниченко | Хана Мељниченко |
| Дисциплина   | Лич. рек.       | Резултат        | Бод.            | Плас.           | Укупно          | Плас.           |
| ------------ | --------------- | --------------- | --------------- | --------------- | --------------- | --------------- |
| 60 м препоне | 8,33            | 8,27 ЛР         | 1.068           | 2.              |                 |                 |
| Скок увис    | 1,84            | 1,81 ЛРС        | 991             | 5.              | 2.059           | 3.              |
| Бацање кугле | 13,90           | 13,82 ЛРС       | 782             | 7.              | 2.841           | 4.              |
| Скок удаљ    | 6,41            | 6,17            | 902             | 5.              | 3.743           | 4.              |
| 800 м        | 2:14,35         | 2:17,01 ЛРС     | 865             | 3.              |                 |                 |
| Петобој      | 4.748           |                 |                 |                 | 4.604           |                 |

| Дисциплина   | Алина Фјодорова | Алина Фјодорова | Алина Фјодорова | Алина Фјодорова | Алина Фјодорова | Алина Фјодорова |
| Дисциплина   | Лич. рек.       | Резултат        | Бод.            | Плас.           | Укупно          | Плас.           |
| ------------ | --------------- | --------------- | --------------- | --------------- | --------------- | --------------- |
| 60 м препоне | 8,75            | 8,79            | 954             | 14              |                 |                 |
| Скок увис    | 1,85            | 1,78            | 953             | 7.              | 1.907           | 10.             |
| Бацање кугле | 14,94           | 14,62           | 835             | 4.              | 2.742           | 9.              |
| Скок удаљ    | 6,26            | 6,03            | 859             | 8.              | 3.601           | 9.              |
| 800 м        | 2:17,20         | 2:20,36         | 819             | 8.              |                 |                 |
| Петобој      | 4.622           |                 |                 |                 | 4.420           | 8 / 13 (15)     |